# Monteverde (equipo ciclista)
El equipo Monteverde fue un equipo ciclista español que compitió profesionalmente entre 1973 y 1975.

## Principales resultados
- Clásica a los Puertos de Guadarrama: Ventura Díaz Arrey (1973)
- Vuelta en Cantabria: Andrés Gandarias (1975)

### En las grandes vueltas
- Vuelta a España
  - 3 participaciones (1973, 1974, 1975)
  - 3 victorias de etapa:
    - 1 el 1973: Juan Manuel Santisteban
    - 1 el 1974: Manuel Antonio García
    - 1 el 1975: Jesús Manzaneque

  - 0 clasificación final:
  - 0 clasificaciones secundarias:

- Tour de Francia
  - 0 participaciones

- Giro de Italia
  - 0 participaciones